# Truppe aviotrasportate

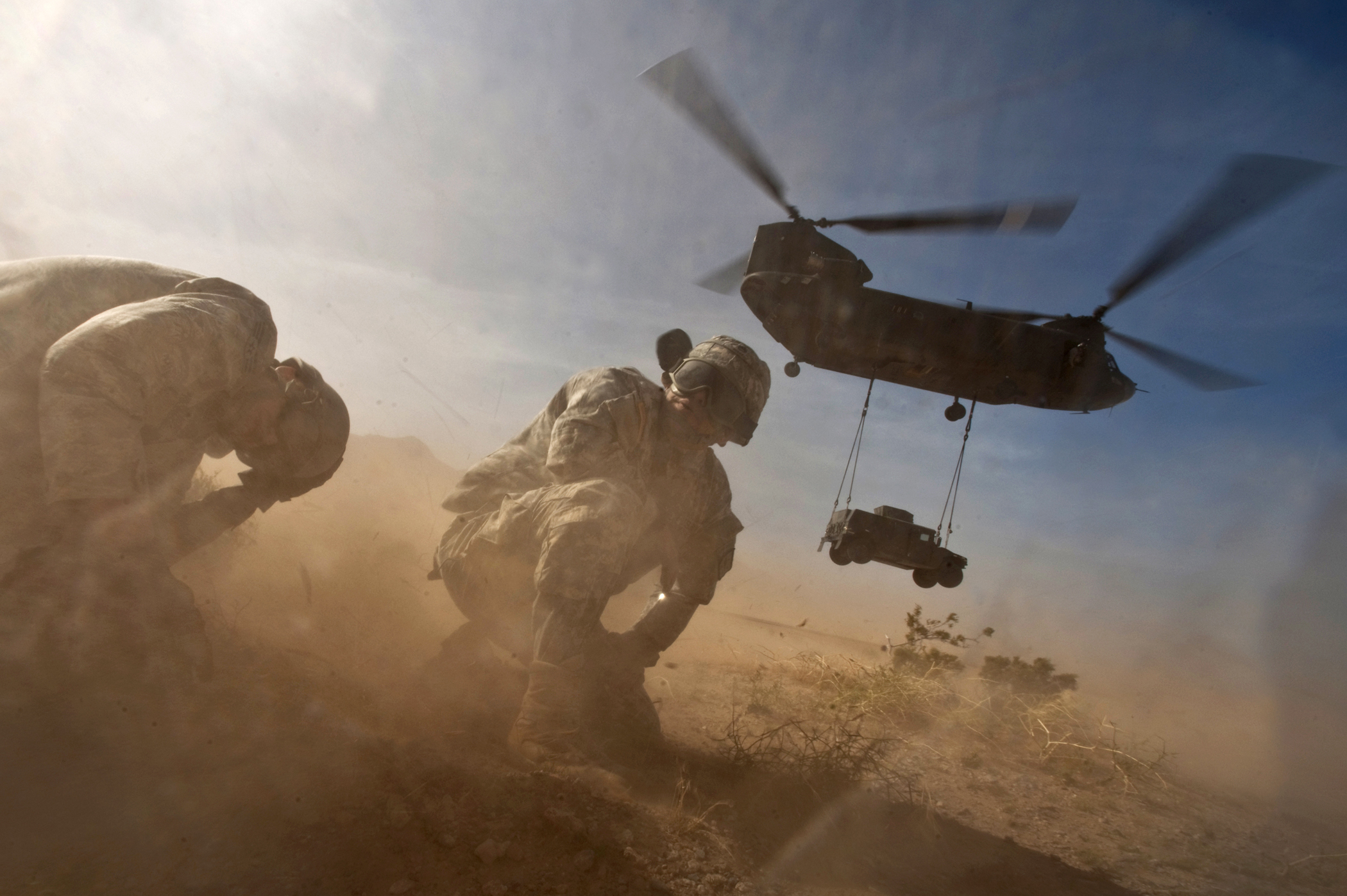
Fanteria aeromobile USA, aviotrasportata da un elicottero CH-47 Chinook

Le truppe aviotrasportate (anche fanteria aeromobile) sono unità di fanteria di un esercito che sono trasportati in territorio d'operazioni o sul campo di battaglia,  mediante l'impiego di alianti e/o elicotteri, oppure lanciati da aeroplani tramite paracadute (paracadutisti).

## Storia

### Seconda guerra mondiale
Durante la seconda guerra mondiale si ebbero diversi casi di uso degli alianti per il trasporto truppe: da parte tedesca sono degni di menzione l'attacco al forte Eben-Emael nel 1940 e la battaglia di Creta nel maggio 1941, mentre, da parte Alleata, lo sbarco in Normandia e l'operazione Market-Garden.
Lo sbarco in Normandia fu aperto il 6 giugno 1944 da truppe alleate aviotrasportate che toccarono terra nella penisola del Cotentin e nella zona di Caen, che aprirono la strada alle forze terrestri sbarcate sulle spiagge.
Nel corso degli eventi dell'operazione Market-Garden del settembre 1944, gli alianti Airspeed Horsa e General Aircraft Hamilcar inglesi trasportarono anche mezzi ruotati leggeri (jeep) e cannoni anticarro.
In alcuni casi, le truppe aviotrasportate furono impiegate per missioni speciali, ad esempio durante l'operazione Quercia, svoltasi in Italia il 12 settembre 1943, nella quale un reparto di paracadutisti tedeschi, guidati dallo Standartenführer Otto Skorzeny, effettuò un'incursione con un DFS 230 a Campo Imperatore, sito sul massiccio abruzzese del Gran Sasso, per liberare dalla prigionia l'ex dittatore fascista Benito Mussolini.

### Conflitti successivi
Dopo la seconda guerra mondiale, l'utilizzo degli alianti è stato sempre più affiancato, e poi gradualmente sostituito, dall'utilizzo di elicotteri più o meno pesanti e dai convertiplani. 
Il primo conflitto dove furono utilizzate truppe elitrasportate, fu nel novembre 1956, l'Operazione moschettiere durante la crisi di Suez, quando commando britannici furono elitrasportati sul canale dalle portaerei  Ocean e Theseus, affiancando il lancio dei paracadutisti e lo sbarco via mare dei Royal Marines.
Gli Stati Uniti, ad esempio, fecero un largo uso di truppe aviotrasportate dagli elicotteri durante la guerra del Vietnam e lo stesso valse per l'URSS durante l'invasione sovietica dell'Afghanistan.

## Caratteristiche

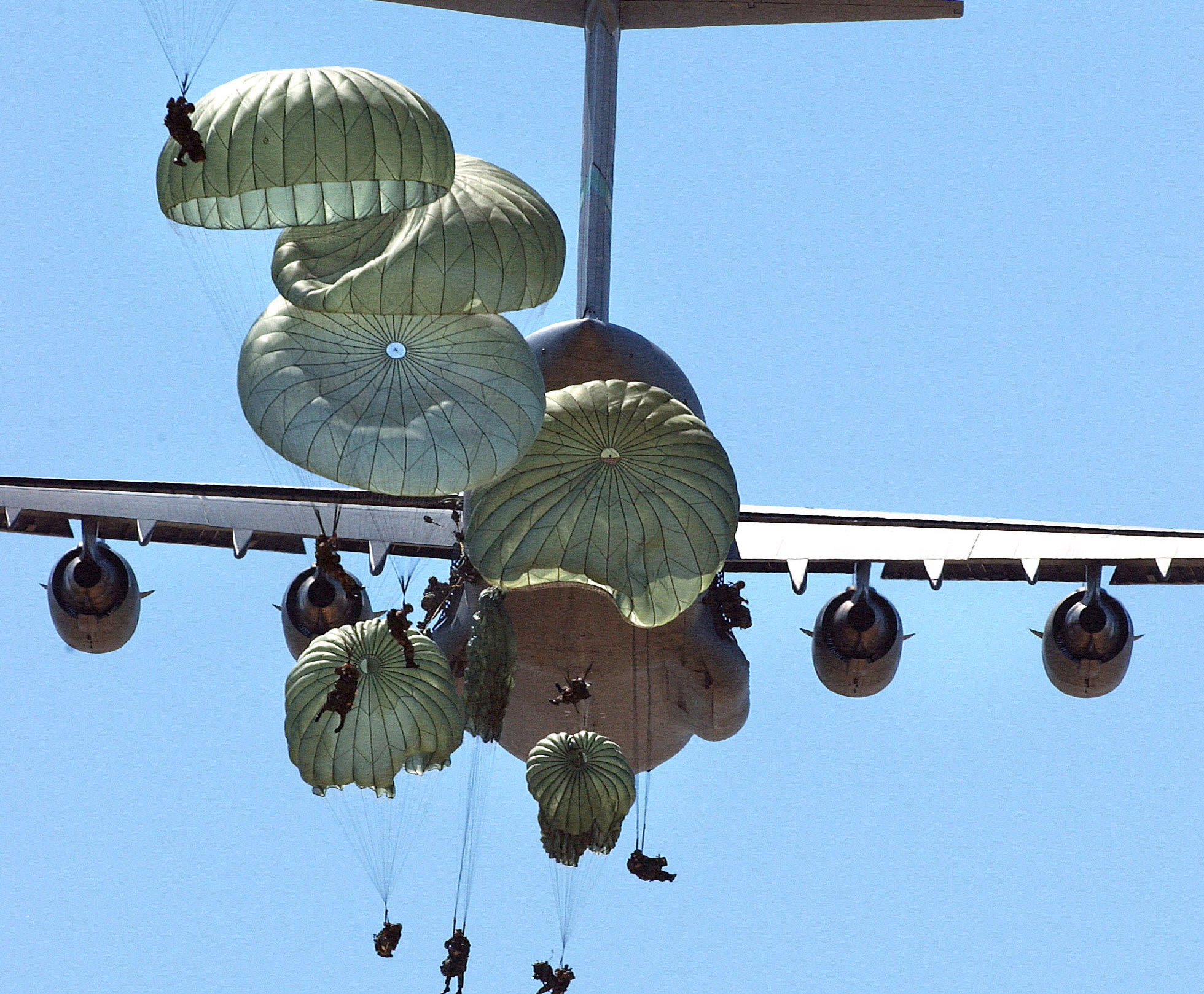
Paracadutisti dell’82ª divisione aviotrasportata che saltano da un C-17 Globemaster durante un'esercitazione nell'aprile 2005

La fanteria aeromobile, sfruttando la capacità di trasporto dell'aliante o elicottero, può avvantaggiarsi di armi individuali un po' più pesanti (ad esempio:  mitragliatrici di squadra, bazooka o mortai) e possono atterrare in un punto preciso del territorio. Sono addestrati per l'impiego delle tecniche di discesa rapida dall'elicottero come la cd.corda doppia, e il barbettone.
Le unità di paracadutisti, sono invece particolari truppe aviotrasportate che si lanciano direttamente dall'aereo.
Sebbene dipendano generalmente dall'esercito (inteso come forze di terra) vi sono anche unità aviotrasportate dell'aeronautica; infatti durante la seconda guerra mondiale, le unità tedesche di paracadutisti ed aviotrasportate dipendevano esclusivamente dalla Luftwaffe per espresso volere di Hermann Göring, così come è previsto un massiccio utilizzo di forze aviotrasportate all'interno delle forze da sbarco e le fanterie del mare.

## Utilizzo tattico
Data la notevole potenzialità tattica delle truppe aviotrasportate, diversi Paesi tentarono vari esperimenti di trasporto.
Già nei primi anni della seconda guerra mondiale, la Luftwaffe sviluppò un gigantesco aliante, il Messerschmitt Me 321, che poteva trasportare 130 soldati di fanteria d'assalto o in alternativa un carro armato leggero. Sebbene il Me 321 si rivelasse malconcepito e decisamente pericoloso nell’utilizzo pratico (ben tre Bf 110 Zerstörer erano necessari per rimorchiarlo in volo), l'idea tedesca non fu sottovalutata dagli avversari; e sia l'Esercito degli Stati Uniti sia l'Unione Sovietica presero in considerazione lo sviluppo di giganteschi alianti per truppe aviotrasportate: la possibilità di concentrare un buon numero di soldati, armi ed eventualmente attrezzature speciali, in un punto specifico delle retrovie nemiche, aprì la strada a nuove tattiche di guerra.
Con lo sviluppo degli elicotteri, sono state create apposite unità aeromobili per il trasporto in zona operativa di militari e mezzi meccanizzati.

## Nel mondo

### Italia
Oggi in Italia oltre ai reparti paracadutisti e delle forze speciali, sono aviotrasportate:
- il Battaglione aeromobile del 66º Reggimento fanteria aeromobile "Trieste",
- il Gruppo "fucilieri dell'aria" del 9º Stormo "Francesco Baracca"
- gli Squadroni eliportati carabinieri cacciatori.

### Stati Uniti
Negli Stati Uniti la XVIII Airborne Corps riunisce le unità aviotrasportate dell'U.S. Army.
L'82nd Airborne Division è  "pronta a rispondere alle emergenze di crisi ovunque nel mondo entro 18 ore", su disposizione del Dipartimento della Difesa degli Stati Uniti.